# Ilikok Island
Ilikok Island – niezamieszkana wyspa na Morzu Labradorskim, w Archipelagu Arktycznym, w regionie Qikiqtaaluk, na terytorium Nunavut, w Kanadzie. W pobliżu Ilikok Island znajdują się wyspy: Muingmak Island (11,3 km), Kekertaluk Island (29,1 km), Leopold Island (37,4 km) i Kekertuk Island (37,8 km).